# Rue des Vertus
Rue des Vertus je ulice v Paříži v historické čtvrti Marais. Nachází se ve 3. obvodu.

## Poloha
Ulice vede od křižovatky s Rue des Gravilliers a končí na křižovatce s Rue Réaumur. Jižní část ulice mezi Rue au Maire a Rue des Gravilliers je pěší zóna.

## Historie
Ulice pod svým jménem existovala již v roce 1546, nacházela se mimo městské hradby Filipa II. Augusta a byla součástí předměstí Saint-Martin-des-Champs. Původ jména (ulice Ctností) není zcela zřejmý, mohl souviset s existencí zdejšího templářského kláštera.

## Zajímavé objekty
- dům č. 6: v roce 1901 zde syndikalista Paul Lanoir zřídil nezávislou burzu práce, který měla konkurovat burze práce na Rue du Château-d'Eau.
- dům č. 9: kancelářská a obytná budova postavená v roce 1994 nahradila zchátralé dílny